# September (USA)
September – pierwszy album szwedzkiej wokalistki September wydany na terenie Stanów Zjednoczonych. Kanady i Australii. Album ten zawiera część piosenek z jej drugiej (In Orbit) oraz trzeciej (Dancing Shoes) płyty, które zostały wydane w Europie. September wydała tę płytę 26 lutego 2008 roku dzięki wytwórni Robbins Entertainment. Trzy single pochodzące z tejże płyty September znalazły się w notowaniu Billboard Hot Dance Airplay, gdzie Cry For You uplasowało się na miejscu pierwszym.

## Sprzedaż
W dzień debiutu September w Stanach, jej album uplasował się na 15 miejscu w iTunes Dance Album Chart. Piosenki: Because I Love You, Cry For You i Looking For Love były najchętniej ściąganymi utworami z płyty. Następnego dnia album September awansował na miejsce 12 w liście najchętniej pobieranych albumów w iTunes Dance Store. 2 marca September ze swoim albumem znalazła się na miejscu 9 w iTunes Top 100 Dance Albums.

## Lista utworów
| #  | Title                    | Time |
| -- | ------------------------ | ---- |
| 1  | Cry For You (Radio Edit) | 3:32 |
| 2  | Satellites (US Mix)      | 3:16 |
| 3  | Can’t Get Over           | 3:02 |
| 4  | Flowers On The Grave     | 4:18 |
| 5  | My Neighbourhood         | 3:04 |
| 6  | Sad Song                 | 2:57 |
| 7  | Until I Die              | 3:43 |
| 8  | Because I Love You       | 3:14 |
| 9  | Candy Love               | 2:47 |
| 10 | Taboo                    | 3:44 |
| 11 | Looking For Love         | 3:24 |
| 12 | Midnight Heartache       | 3:47 |
| 13 | Freaking Out             | 3:26 |
| 14 | R.I.P                    | 3:49 |